# 보문로 (경주시)
보문로(Bomun-ro)는 대한민국의 경상북도 경주시 보문동 보문교삼거리에서 시작하여, 천군동을 거쳐 천군네거리까지 연결하는 도로이다.

## 노선 경로
| 보문교삼거리                                                                      | 국도 제4호선 (경감로) |  |
| 보문교(북천)                                                                      |                       |  |
| 보문교앞                                                                          | 알천북로              |  |
| 경주동궁원(북군)앞                                                                | 북군길                |  |
| 한화리조트 일성경주보문리조트 대명리조트 경주조선온천호텔 코모도호텔 물레방아광장 |                       |  |
| 육부촌(경북관광개발공사)앞                                                        | 천북남로              |  |
| (이름 없음)                                                                       | 엑스포로              |  |
| 경주화백컨밴션센터 힐튼호텔                                                       |                       |  |
| 신평교(북천)                                                                      |                       |  |
| 경주월드                                                                          |                       |  |
| 천군네거리                                                                        | 국도 제4호선 (경감로) |  |
| 천군로와 직결                                                                     |                       |  |

## 주요 건물 및 시설
- 경주동궁원, 경주버드파크 - 경상북도 경주시 보문로 74-14
- 경주한화리조트 - 경상북도 경주시 보문로 182-29
- 경주컨트리클럽 - 경상북도 경주시 보문로 182-98
- 경주교원드림센터 - 경상북도 경주시 보문로 280-34
- 신라컨트리클럽 - 경상북도 경주시 보문로 319
- 일성경주보문콘도 - 경상북도 경주시 보문로 365
- 대구가톨릭대학교 경주영어마을 - 경상북도 경주시 보문로 371
- 경주관광호텔 - 경상북도 경주시 보문로 383
- 대명리조트 경주 - 경상북도 경주시 보문로 402-12
- 콩코드호텔 - 경상북도 경주시 보문로 404
- 경주조선온천호텔 - 경상북도 경주시 보문로 407
- 경주관광홍보관 - 경상북도 경주시 보문로 424-9
- 경북관광개발공사 - 경상북도 경주시 보문로 446
- 경주힐튼호텔 - 경상북도 경주시 보문로 484-7
- 우양미술관 - 경상북도 경주시 보문로 484-7
- 경주월드, 서라벌청소년수련관 - 경상북도 경주시 보문로 544

## 같이 보기
- 보문관광단지